# Rosa Thormeyer
Rosa Thormeyer (* 1992 in Frankfurt am Main) ist eine deutsche Schauspielerin und Hörspielsprecherin.

## Leben
Rosa Thormeyer wurde als Tochter der Schauspielerin Oda Thormeyer geboren. Ihr Großvater ist der Landwirt und Bundeswehroffizier Arndt-Dieter Thormeyer. Von 2013 bis 2017 studierte sie an der Hochschule für Schauspielkunst Ernst Busch in Berlin. Bereits vor ihrem Studium und auch während ihrer Ausbildung spielte sie auf renommierten deutschen Bühnen, so 2007 und 2008 am Schauspiel Hannover, 2010 am Hamburger Thalia Theater in Reckness, einer dramatisierten Fassung der Bücher von Cornelia Funke, und 2016 in Die Mutter von Bertolt Brecht an der Schaubühne am Lehniner Platz. Am Theater Freiburg erhielt sie 2017 ihr erstes Festengagement, seit der Spielzeit 2019/20 steht Thormeyer erneut im Ensemble des Thalia Theaters in Hamburg.
Zu den Bühnenrollen Thormeyers gehören neben anderen die Mariane in Der Geizige von Molière, Roller in Friedrich Schillers Räuber oder Hedwig Ekdal in Die Wildente von Henrik Ibsen, Anja in Anton Tschechows Kirschgarten und Hermia im Sommernachtstraum von William Shakespeare. In einer Koproduktion des Thalia Theaters mit den Salzburger Festspielen spielten Mutter und Tochter Thormeyer unter der Regie von Ewelina Marciniak gemeinsam in Iphigenia nach Euripides.
Vor der Kamera stand Thormeyer erstmalig 2009 in dem mehrfach ausgezeichneten Drama Der verlorene Sohn. Seitdem arbeitet sie immer wieder sporadisch für das Fernsehen, ebenso für den Hörfunk.
Rosa Thormeyer lebt im Hamburger Stadtteil Altona.

## Filmografie
- 2009: Der verlorene Sohn
- 2011: Notruf Hafenkante – Im Bunker
- 2012: SOKO Wismar – Die Stimme
- 2022: So laut du kannst
- 2023: SOKO Hamburg – Ausgeliefert
- 2024: Wendland: Stiller und der rote Faden
- 2024: Nord Nord Mord – Sievers und das Geisterhaus

## Hörspiele
- 2016: Anne Lepper: Die Riesenfaust – Regie: Detlef Meißner – WDR
- 2021: John Steinbeck: Jenseits von Eden – Regie: Christiane Ohaus – NDR
- 2021: Denise Mina: Klare Sache – Regie: Janine Lüttmann – NDR
- 2021: Frédéric Sonntag: B. Traven – Regie: Christiane Ohaus – NDR
- 2022: Annalisa Cantini u. a.: Fuß auf Blech – Regie: Franziska Stuhr – Deutschlandradio
- 2022: Georges Simenon: November – Regie: Irene Schuck – NDR